# Bathygnathia monodi
Bathygnathia monodi es una especie de crustáceo isópodo de la familia Gnathiidae.

## Distribución geográfica
Se distribuye por el golfo de Vizcaya.